# Dizionario biografico croato
Il dizionario biografico croato (in croato Hrvatski biografski leksikon) è un'enciclopedia biografica e bibliografica multivolume in lingua croata pubblicata dall'Istituto Lessicografico Miroslav Krleža. Il progetto fu lanciato nel 1975 su iniziativa dello scrittore Miroslav Krleža, rendendolo la prima e più importante pubblicazione enciclopedica biografica croata.

## Descrizione
Il Dizionario biografico croato contiene biografie dettagliate dei croati che hanno lasciato un'impronta significativa in Croazia e nel mondo, nonché di illustri stranieri che hanno partecipato alla vita pubblica nei territori croati. Essa include le biografie delle persone nate fino al 1945, mentre le biografie delle persone nate dopo il 1945 saranno trattate in un volume supplementare.

### Volumi
Attualmente, il dizionario conta più di cinquemila pagine con oltre undicimila voci e circa quattromila illustrazioni, ma l'opera è ancora in lavorazione. 
| Vol. | Title  | Year | Editor-in-chief      | Page count |
| ---- | ------ | ---- | -------------------- | ---------- |
| 1    | A–Bi   | 1983 | Nikica Kolumbić      | 800        |
| 2    | Bj–C   | 1989 | Aleksandar Stipčević | 784        |
| 3    | Č–Đ    | 1993 | Trpimir Macan        | 779        |
| 4    | E–Gm   | 1998 | Trpimir Macan        | 766        |
| 5    | Gn–H   | 2002 | Trpimir Macan        | 775        |
| 6    | I–Kal  | 2005 | Trpimir Macan        | 761        |
| 7    | Kam–Ko | 2009 | Trpimir Macan        | 842        |
| 8    | Kr–Li  | 2013 | Trpimir Macan        | 714        |

### Edizione telematica
A partire dal 2009, l'Istituto Lessicografico Miroslav Krleža ha iniziato a pubblicare, sul proprio sito, gli articoli del settimo volume del Dizionario biografico croato. Parallelamente all'edizione in rete dei volumi in produzione, l'istituto sta integrando il proprio portale con gli articoli dei volumi precedenti al settimo.